# Bethlehem Hungarian
O Bethlehem Hungarian foi um clube de futebol americano com sede em Bethlehem, Pensilvânia, membro da American Soccer League.
Após a primeira temporada, a equipe mudou-se para Allentown, Pensilvânia, mas desistiu no início da temporada.